# Vyšší Brod
Vyšší Brod är en stad i Tjeckien.   Den ligger i distriktet Okres Český Krumlov och regionen Södra Böhmen, i den södra delen av landet, 160 km söder om huvudstaden Prag. Vyšší Brod ligger 578 meter över havet och antalet invånare är 2 628.
Terrängen runt Vyšší Brod är huvudsakligen kuperad, men åt sydost är den platt. Vyšší Brod ligger nere i en dal. Runt Vyšší Brod är det ganska tätbefolkat, med 86 invånare per kvadratkilometer. Närmaste större samhälle är Kaplice, 19,1 km nordost om Vyšší Brod. I omgivningarna runt Vyšší Brod växer i huvudsak blandskog.